# Varennes-le-Grand
Pour les articles homonymes, voir Varennes.
Varennes-le-Grand est une commune française située dans le département de Saône-et-Loire, en région Bourgogne-Franche-Comté.

## Géographie

### Géologie et relief
Les sols ont pour origine l'ère du quaternaire ancien et du quaternaire récent.

### Climat
Pour des articles plus généraux, voir Climat de la Bourgogne-Franche-Comté et Climat de Saône-et-Loire.
En 2010, le climat de la commune est de type climat océanique dégradé des plaines du Centre et du Nord, selon une étude du Centre national de la recherche scientifique s'appuyant sur une série de données couvrant la période 1971-2000. En 2020, Météo-France publie une typologie des climats de la France métropolitaine dans laquelle la commune est dans une zone de transition entre le climat océanique altéré et le climat océanique altéré et est dans la région climatique Bourgogne, vallée de la Saône, caractérisée par un bon ensoleillement (1 900 h/an), un été chaud (18,5 °C), un air sec au printemps et en été et des vents faibles.
Pour la période 1971-2000, la température annuelle moyenne est de 11,2 °C, avec une amplitude thermique annuelle de 18,1 °C. Le cumul annuel moyen de précipitations est de 824 mm, avec 10,7 jours de précipitations en janvier et 7,3 jours en juillet. Pour la période 1991-2020, la température moyenne annuelle observée sur la station météorologique de Météo-France la plus proche, « Saint-Marcel », sur la commune de Saint-Marcel à 7 km à vol d'oiseau, est de 12,3 °C et le cumul annuel moyen de précipitations est de 818,4 mm. 
La température maximale relevée sur cette station est de 41,8 °C, atteinte le 12 août 2003 ; la température minimale est de −20 °C, atteinte le 16 janvier 1985,,.
Les paramètres climatiques de la commune ont été estimés pour le milieu du siècle (2041-2070) selon différents scénarios d'émission de gaz à effet de serre à partir des nouvelles projections climatiques de référence DRIAS-2020. Ils sont consultables sur un site dédié publié par Météo-France en novembre 2022.

## Urbanisme

### Typologie
Au 1er janvier 2024, Varennes-le-Grand est catégorisée bourg rural, selon la nouvelle grille communale de densité à sept niveaux définie par l'Insee en 2022.
Elle appartient à l'unité urbaine de Chalon-sur-Saône, une agglomération intra-départementale regroupant treize  communes, dont elle est une commune de la banlieue,,. Par ailleurs la commune fait partie de l'aire d'attraction de Chalon-sur-Saône, dont elle est une commune de la couronne,. Cette aire, qui regroupe 109 communes, est catégorisée dans les aires de 50 000 à moins de 200 000 habitants,.

### Occupation des sols
L'occupation des sols de la commune, telle qu'elle ressort de la base de données européenne d’occupation biophysique des sols Corine Land Cover (CLC), est marquée par l'importance des territoires agricoles (78,8 % en 2018), en diminution par rapport à 1990 (79,8 %). La répartition détaillée en 2018 est la suivante : terres arables (43,6 %), prairies (30 %), forêts (10,2 %), zones urbanisées (8,3 %), zones agricoles hétérogènes (5,2 %), eaux continentales (2,2 %), zones industrielles ou commerciales et réseaux de communication (0,5 %). L'évolution de l’occupation des sols de la commune et de ses infrastructures peut être observée sur les différentes représentations cartographiques du territoire : la carte de Cassini (XVIIIe siècle), la carte d'état-major (1820-1866) et les cartes ou photos aériennes de l'IGN pour la période actuelle (1950 à aujourd'hui).

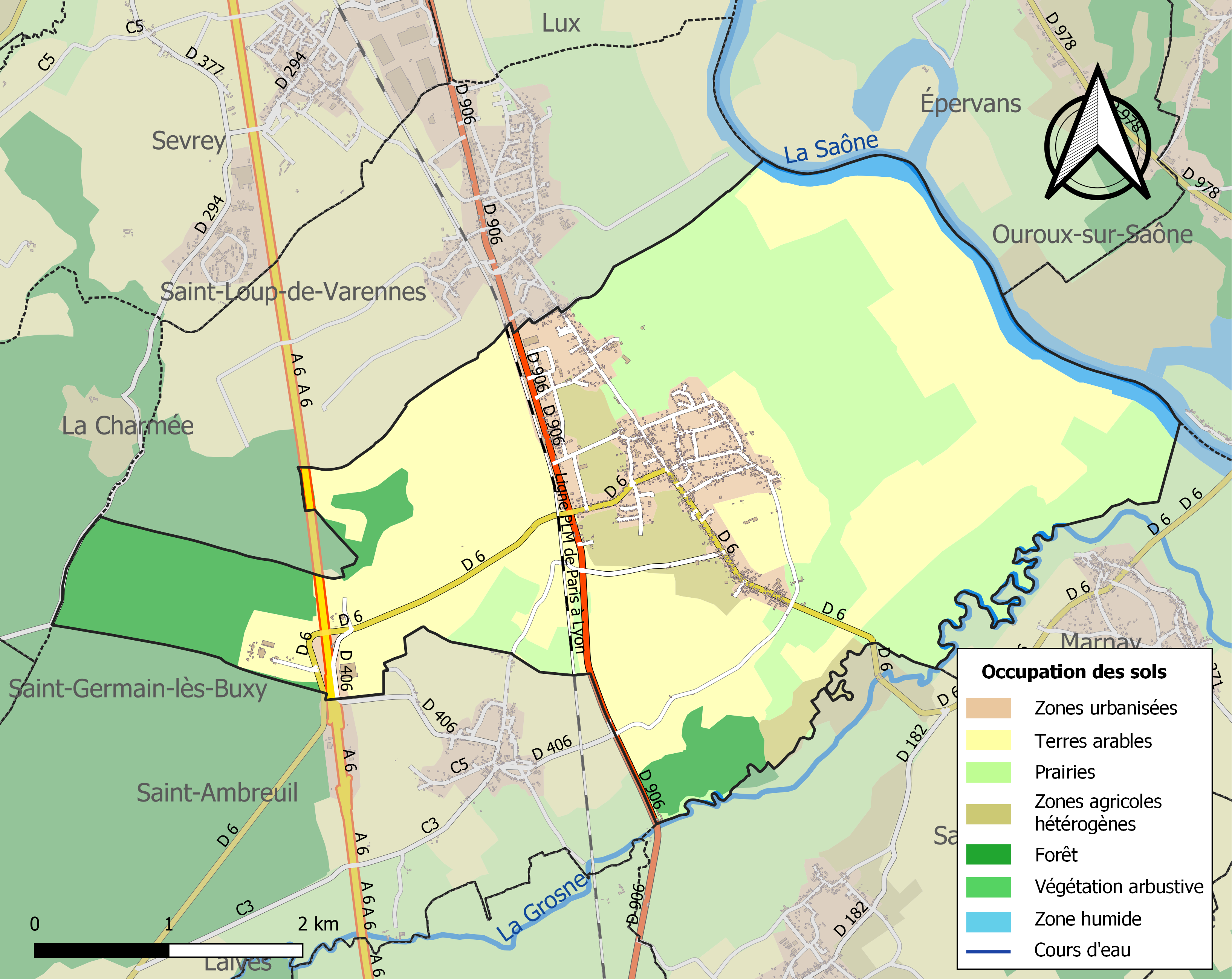
Carte des infrastructures et de l'occupation des sols de la commune en 2018 (CLC).

## Histoire
Au XIIIe siècle, il existe une terre de Varennes, propriété des seigneurs du même nom. Elle passe ensuite sous la tutelle de la maison de Drée, puis appartient au duc de Rohan-Chabot.
En 1838, Varennes est une agglomération de 1553 habitants située le long de la route royale no 6 (qui relie Paris à Chambéry). La commune est composée de 309 maisons et occupe une surface totale de 1910 ha, dont la moitié en terres labourables et un quart environ en prés. On y élève en majeure partie des porcs, ainsi que quelques chevaux.
Construction et création de la mairie-école laïque en 1907.
Le centre pénitentiaire de Varennes-le-Grand est construit en 1991 et ouvre officiellement le 2 septembre 1991.
Le 1er janvier 1994, la commune rejoint le Grand Chalon.

## Politique et administration

### Listes des maires
| Période                                  | Période   | Identité        | Étiquette | Qualité                                                          |
| ---------------------------------------- | --------- | --------------- | --------- | ---------------------------------------------------------------- |
| Les données manquantes sont à compléter. |           |                 |           |                                                                  |
| ca. 1977                                 |           | M. Lacour       |           |                                                                  |
| 1979                                     | mars 2008 | Robert Duvernay | DVD       | 4e vice-président de la CA Chalon Val de Bourgogne (2001 → 2008) |
| mars 2008                                | mai 2020  | Patrick Le Gall | DVD       | Médecin                                                          |
| 23 mai 2020                              | En cours  | Éric Valentim   | DVG       | Chef de projet                                                   |

### Canton et intercommunalité
La commune fait partie du Grand Chalon.

### Politique environnementale
La collecte des ordures ménagères et autres est géré par Le Grand Chalon.

## Population et société

### Démographie
L'évolution du nombre d'habitants est connue à travers les recensements de la population effectués dans la commune depuis 1793. Pour les communes de moins de 10 000 habitants, une enquête de recensement portant sur toute la population est réalisée tous les cinq ans, les populations de référence des années intermédiaires étant quant à elles estimées par interpolation ou extrapolation. Pour la commune, le premier recensement exhaustif entrant dans le cadre du nouveau dispositif a été réalisé en 2008.

En 2022, la commune comptait 2 287 habitants, en évolution de +0,44 % par rapport à 2016 (Saône-et-Loire : −1,06 %, France hors Mayotte : +2,11 %).
| 1793  | 1800  | 1806  | 1821  | 1831  | 1836  | 1841  | 1846  | 1851  |
| ----- | ----- | ----- | ----- | ----- | ----- | ----- | ----- | ----- |
| 1 168 | 1 359 | 1 420 | 1 469 | 1 503 | 1 553 | 1 452 | 1 461 | 1 444 |

| 1856  | 1861  | 1866  | 1872  | 1876  | 1881  | 1886  | 1891  | 1896  |
| ----- | ----- | ----- | ----- | ----- | ----- | ----- | ----- | ----- |
| 1 419 | 1 402 | 1 324 | 1 239 | 1 195 | 1 208 | 1 207 | 1 154 | 1 091 |

| 1901  | 1906  | 1911  | 1921  | 1926 | 1931 | 1936 | 1946 | 1954 |
| ----- | ----- | ----- | ----- | ---- | ---- | ---- | ---- | ---- |
| 1 097 | 1 085 | 1 023 | 1 002 | 947  | 971  | 943  | 997  | 993  |

| 1962  | 1968 | 1975  | 1982  | 1990  | 1999  | 2006  | 2008  | 2013  |
| ----- | ---- | ----- | ----- | ----- | ----- | ----- | ----- | ----- |
| 1 019 | 993  | 1 014 | 1 181 | 1 298 | 2 058 | 2 269 | 2 325 | 2 228 |

| 2018  | 2022  | - | - | - | - | - | - | - |
| ----- | ----- | - | - | - | - | - | - | - |
| 2 319 | 2 287 | - | - | - | - | - | - | - |

### Enseignement
Cette commune possède une école avec trois classes de maternelles et 6 classes de primaires. En 2011, l'école compte 204 élèves.

### Santé
Ce village possède un cabinet médical et une pharmacie. Le centre hospitalier le plus proche se situe à Chalon-sur-Saône.

### Cultes
Culte catholique dans l'église du village.
Autrefois, Varennes-le-Grand dépendait du diocèse de Chalon et de l'archiprêtré de La Chapelle-sous-Brancion. Notion d'un prieuré de l'ordre de Saint-Benoit, antérieur au XVIIIe siècle.

### Sports
Ce village possède un stade de football utilisé par le club de l'A.S Varennes-le-Grand, qui évolue en Promotion de ligue de Bourgogne pour son équipe première en 2011-2012.

### Associations
Il y a 22 associations dans cette commune.

## Économie
En commerces ce village possèdent en 2011 : Une boucherie, des restaurants de routiers, une pharmacie, une boulangerie...
Présence sur cette commune d'un site de pollution aux PCB.

## Culture locale et patrimoine

### Lieux et monuments
- Centre pénitentiaire : la ville a pour particularité d'abriter, depuis 1991, un centre pénitentiaire pour hommes majeurs. Le centre est composé d'une maison d'arrêt de 200 places et d'un centre de détention de 193 places[28].

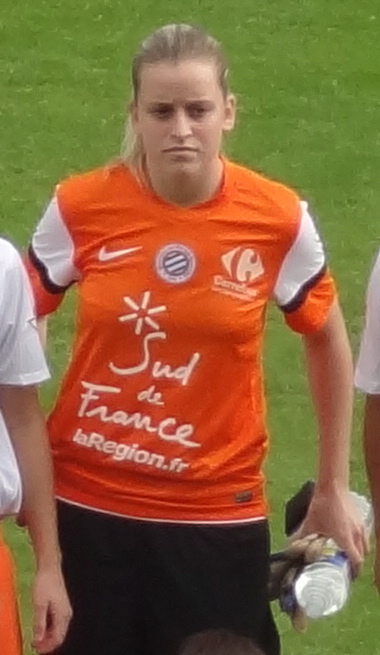
Solène Durand.

### Personnalités liées à la commune
- Madeleine Brisson, (1869-1950) sous le pseudonyme d'Yvonne Sarcey fonda, en 1907, l’Université des Annales.
- Solène Durand (1994-), footballeuse professionnelle.

## Pour approfondir